# Karlová
Karlová je obec na Slovensku v okrese Martin.

## Historie
První písemná zmínka o obci pochází z roku 1272.

## Geografie
Obec se nachází v nadmořské výšce 468 metrů a rozkládá se na ploše 1,833 km². K 31. prosinci roku 2017 žilo v obci 104 obyvatel.